# Enskede (postort)

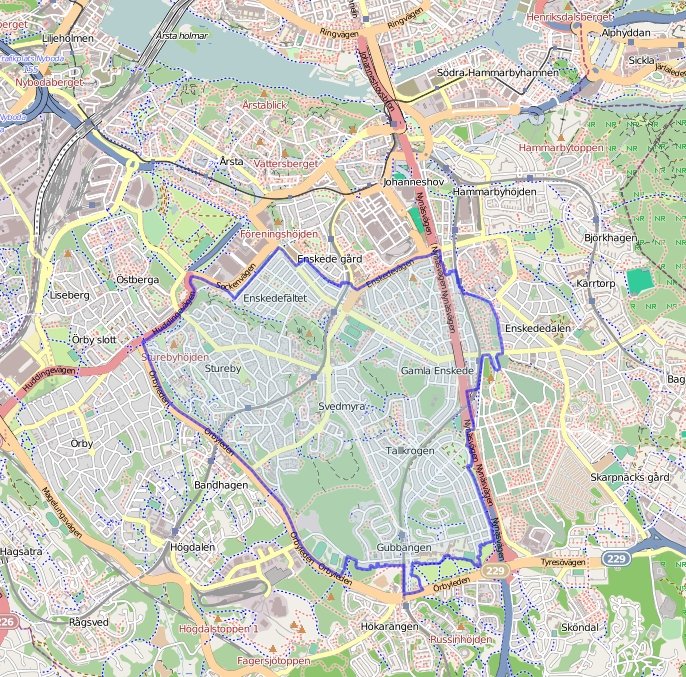
Enskede.

Enskede uttal (fil) är en postort i Söderort inom Stockholms kommun som omfattar stadsdelarna Gamla Enskede, Enskedefältet, Stureby, Svedmyra, Tallkrogen och Gubbängen.
Den inrättades redan 1910 i det som då var Brännkyrka kommun, och dess utsträckning har ändrats många gånger. Orter som Bagarmossen, Sköndal, Johanneshov och Årsta ingick ursprungligen i Enskede, men är nu egna postorter. Postnumren ligger i serien 122 XX.

## Postkontor
Det har funnits åtta postkontor, numrerade Enskede 1–Enskede 8. Servicen till allmänheten är numera[sedan när?] ersatt av postombud i butiker.
- Enskede 1 inrättades 1 januari 1910 på Nynäsvägen 310, från 1935 på Nynäsvägen 299 och från 1981 på Åsgärdevägen 5–7.
- Enskede 2 inrättade 1 augusti 1933. De sista åren låg det på Gamla Tyresövägen 359 och nedlades 1981.
- Enskede 3 inrättades 1 augusti 1933 på Wormsövägen 5 och den sista adressen blev Handelsvägen 186.
- Enskede 4 inrättades 16 november 1942 på Tallkrogsplan, nedlagt 1993.
- Enskede 5 inrättades 1 april 1943 på Slakthusplan 3. Från 1957 bytte det namn till Johanneshov 5
- Enskede 5 inrättades 1959 (hade tidigare hetat Stureby) och låg på Kubikenborgsvägen 3. Nedlagt 1978.
- Enskede 6 inrättades 1 juli 1948 på Knektvägen 1, men flyttade senare till Gubbängsvägen 106
- Enskede 7 inrättades 12 december 1950 på Oppundavägen 1. Nedlagt 1973.
- Enskede 8 inrättades 17 december 1952 på Spritsvägen 7-11. Det bytte 1957 namn till Farsta 4.